# فوتسو، چیبا
فوتسو، چیبا از شهرهای استان چیبا ژاپن است که جمعیت آن در ۱ ژانویه ۲۰۰۸۴۸٬۹۷۳نفر بوده‌است.
نیروگاه فوتسو، دومین نیروگاه گازی بزرگ دنیا در این شهر قرار دارد.